# Mirosława Masłowska
Mirosława Jolanta Masłowska (Varsóvia, 20 de outubro de 1943 — Estetino, 29 de maio de 2023) foi uma política da Polónia. Ela foi eleita para a Sejm em 25 de Setembro de 2005 com 7675 votos em 41 no distrito de Szczecin, candidato pelas listas do partido Prawo i Sprawiedliwość.